# Thường

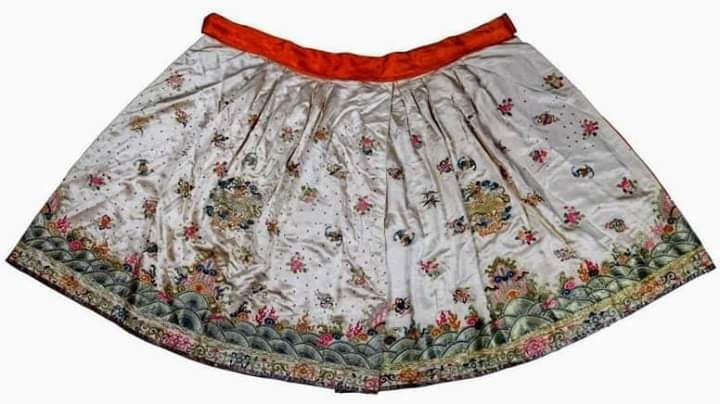
Xiêm (thường) của Nam Phương hoàng hậu

Thường, chữ Hán: 裳 (còn gọi là nghê thường, xiêm, váy quây trong một số tài liệu cổ)  là một dạng váy quây, quây ra ngoài chiếc quần hai ống, loại trang phục này phổ biến trong dân gian Việt Nam vào thời Lý - Trần. Đến thời Nguyễn, thường còn được gọi là xiêm, trang phục được quy định sử dụng trong những buổi lễ, thiết triều, áp dụng đối với vua quan và hoàng tộc, những người có danh vị và phẩm trật. Về cơ bản, là một dạng váy quây dưới vạt áo Tứ Điên.

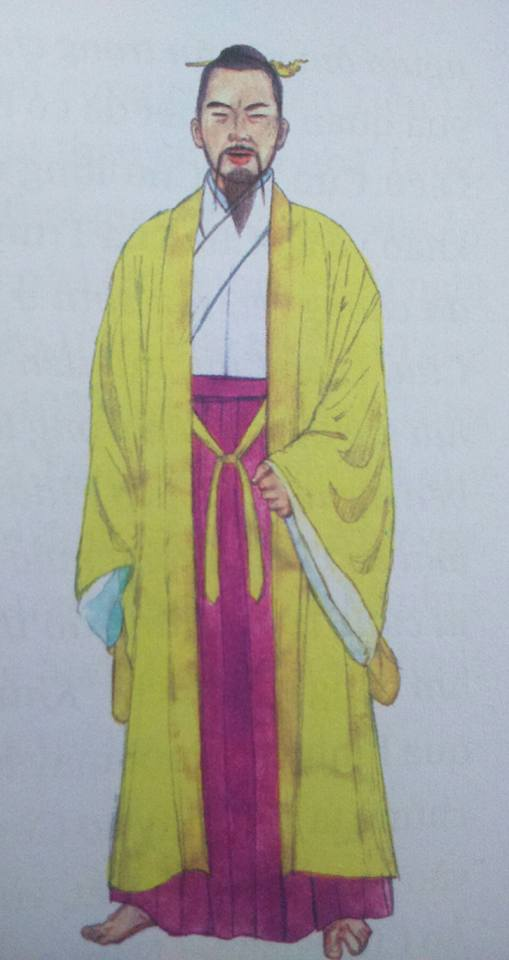
Tranh của hoạ sĩ Lý Tiệp, đính trong cuốn "Ngàn Năm Áo Mũ"

## Lịch sử
Khái niệm quần trong tiếng Hán không đồng nhất với khái niệm "đồ mặc từ thắt lưng trở xuống, có hai ống để xỏ chân" trong tiếng Việt hiện đại(thế kỉ 20)  . Theo Trung Quốc y quan phục sức đại từ điển, quần cũng chính là tên gọi nôm na của thường . Chính vì vậy loại váy đụp của phụ nữ miền Bắc, trong tờ dụ bắt người Bắc Hà thay đổi y phục của vua Minh Mạng được gọi là "viên thường"  (thường tròn), trong Gia Định thành thông chí của Trịnh Hoài Đức được gọi là vô triệp vi quần (váy quây không nếp). Chính Lê Tắc cũng ghi nhận vào thời Trần: Vương hầu và thứ dân thường mặc áo cổ tròn, mặc thường màu đen, quần bằng là trắng. Loại thường - quần của nam giới người Việt thời Lý được Lĩnh ngoại đại đáp cho biết: Vua ngày thường mặc quần tía, những người khác ngày thường mặc quần đen. Quần đen là phục sức trùm bên ngoài của đàn ông. Văn hiến thông khảo chú thích, người Giao Chỉ mặc áo Sam đen không thắt eo, dưới áo Sam thắt quần đen.
Vào thời Lý - Trần, đàn ông Đại Việt sử dụng một loại phục sức làm bằng vải hoặc lụa (thường là loại gấp nếp), quây ra ngoài chiếc khố 2 ống, dưới lớp áo Sam, gọi là quần hoặc thường. vào thời Nguyễn còn được gọi là xiêm.   Thường của vua màu tía, thường của vương hầu và thứ dân đều màu đen. Vào thời Nguyễn, thường gắn với Kế y (áo cộc tay cổ tròn) được quy định là trang phục mặc lót của vua quan, hậu phi trong những buổi vào chầu hoặc tế lễ. Trong Gia Định thành thông chí, Trịnh Hoài Đức cho biết trước năm 1744 khi chúa Nguyễn Phúc Khoát ra lệnh cải cách y phục thì người Việt tại Gia Định: vẫn tuân theo tập tục cũ của Giao Chỉ, người dân xõa tóc đi chân đất, nam nữ đều dùng áo trực lĩnh ngắn tay, áo may khép lại hai bên nách, không có quần, đàn ông dùng một khổ vải quấn quanh eo, đến dưới mông thì bó lại thắt vào vùng rốn, gọi là cái khố, đàn bà có loại váy quây không gấp nếp, đội nón lớn"
Người Việt mặc loại áo dài cổ tròn (viên lĩnh) bốn vạt, gọi là áo tứ điên: dưới thì mặc thường đen. Đàn ông đàn bà đều có thể mặc vậy. Ngoài ra, còn có các kiểu khác như: áo giao lĩnh (cổ chéo) ở trên, dưới quây thường bên ngoài hay mặc váy bên trong (với nữ hoặc mặc áo giao lĩnh hay viên lĩnh trên mặc quần hay khố (với nam). Áo may dài quá đầu gối, cài khuy với áo viên lĩnh, buộc vạt bên phải với áo giao lĩnh. Sứ giả Triệu Nhữ Thích bình rằng lối ăn mặc người Việt thời bấy giờ (1125) không khác người Tống là mấy. Thông qua các miêu tả trang phục nữ thời Trần vẫn là dạng áo cổ tròn bốn vạt đi với thường và váy hoặc áo giao lĩnh vạt chéo đi với thường và váy (nghĩa là váy,thường, quần là các khái niệm khác nhau) 2 dạng trang phục này của nữ còn được dùng tới tận cuối thời Lê - Trịnh.

## Ứng dụng
Tuy được ghi chép bởi các sử gia nhà Nguyên là "đàn ông đàn bà đều có thể mặc vậy", song theo các hiện vật còn sót lại từ thời nhà Lê Trịnh đến nay thì ghi nhận được dùng cho phụ nữ nhiều hơn.

### Áo giao lĩnh

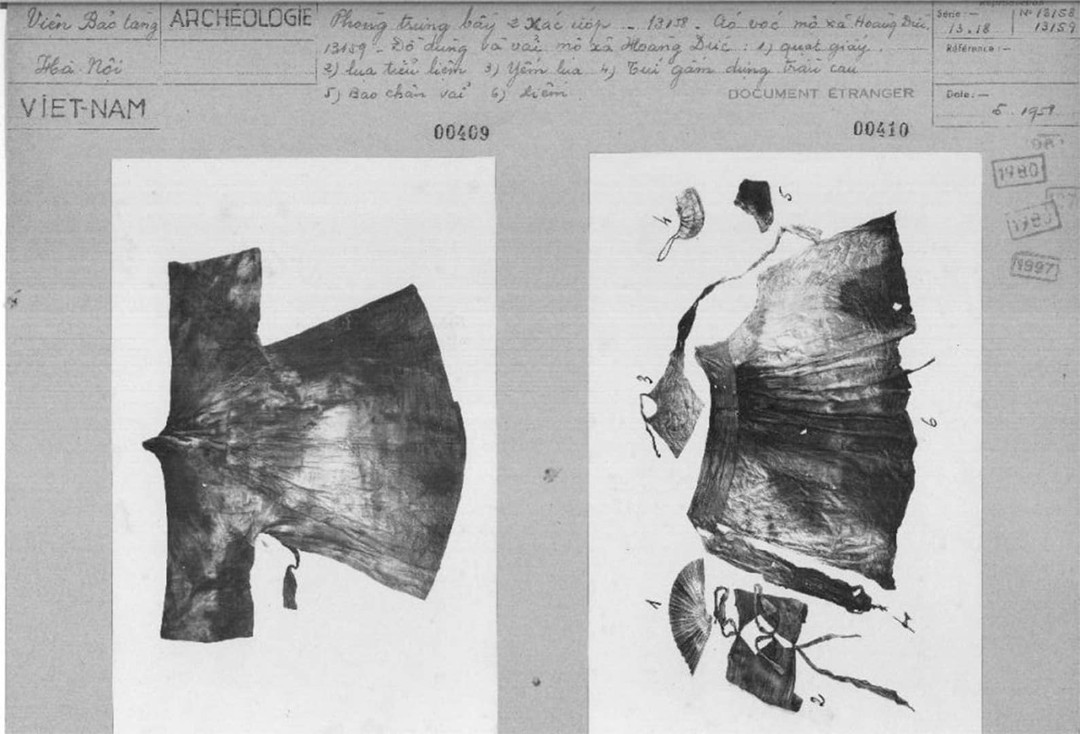
Hiện vật khảo cổ gồm áo và xiêm cùng vài phục sức khác của quận chúa Trịnh Thị Ngọc Dung thời Lê Trịnh, khai quật ở mộ hợp chất Hoằng Đức, Thanh Hoá tháng 6 năm 1958

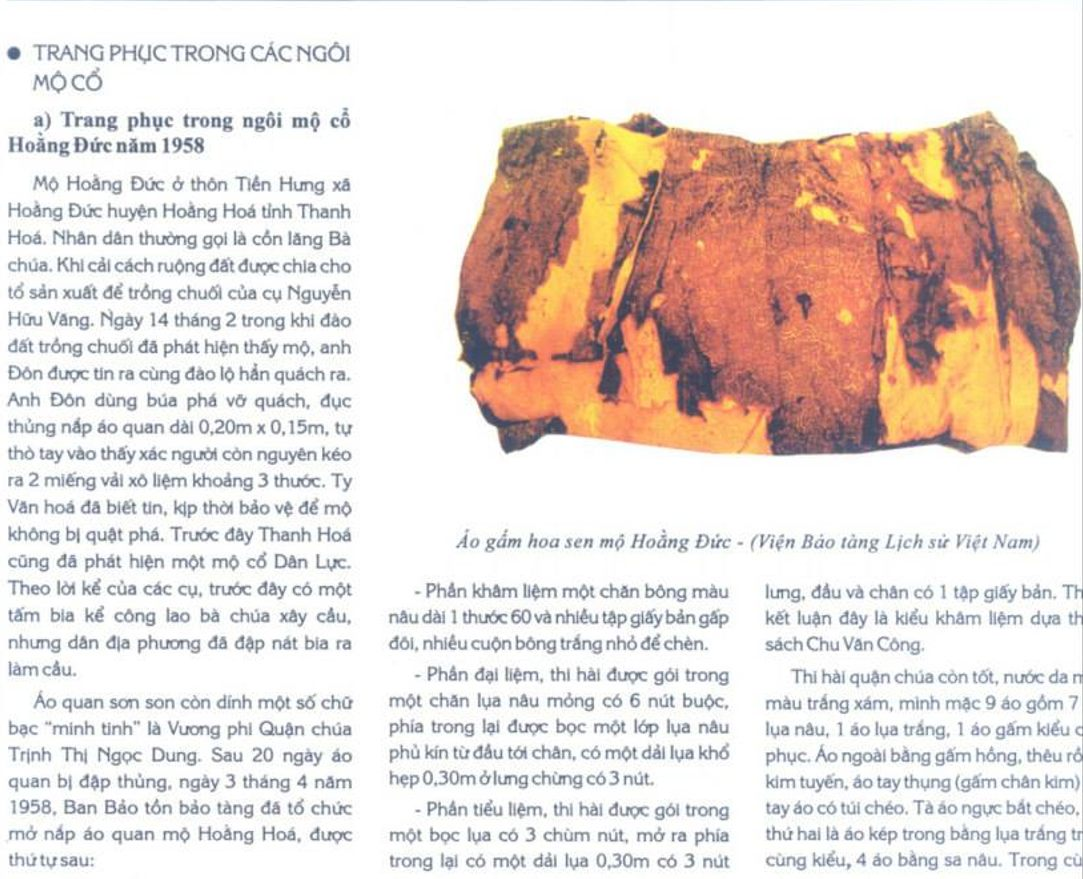
Báo cáo hiện vật của mộ hợp chất Hoằng Đức

Theo thư tịch cũ minh họa thì đàn bà mặc áo phủ ngoài, bên trong là yếm che ngực. Phía dưới bụng quấn váy, buộc bằng thắt lưng nhuộm màu, hai đầu buông thả, nếu thân phận là hoa nương hoặc quý tộc thì phủ ngoài còn 1 lớp xiêm thường thêu hoa văn.

### Áo ngũ thân, bàn lĩnh
Thời xưa để thể hiện tính kín đáo, trong các loại áo bào phải có cái xiêm may kín hai sườn mặc bên trong áo bào để che quần. Nếu trong khi hành lễ mà bị lộ quần thì vua sẽ bị các ngự sử, và quan thì bị đô sát, hặc tội. Ở các triều lễ, người ta mặc hai lớp áo dài xẻ bên ra ngoài quần, kế đó là cái xiêm mở phía trước và ngoài cùng là áo bào xẻ bên.

### Lễ phục Cổn Miện
Cổn Miện (袞冕), hay Miện phục (冕服) là lễ phục cao cấp nhất dành cho nam giới ở Đông Á cổ đại. Nó chủ yếu bao gồm "quan"(冠, vương miện), "thượng y"(上衣, áo khoác, thường là màu đen), "hạ thường"(下裳, váy dưới, màu đỏ nhạt), cũng như các thành phần pha phụ kiện khác. 
Trong lịch sử, Việt Nam, Trung Quốc, Nhật Bản, Triều Tiên và các quốc gia khác đã sử dụng Cổn Miện làm lễ phục cấp cao nhất cho vua, hoàng tử và những người khác.

Vào thời vua Lê Hiến Tông còn được sử dụng làm Lễ phục khi vua cày Tịch điền. Bộ Lễ phục này bị phế bỏ vào thời Lê Trung Hưng và được khôi phục vào thời vua Minh Mạng triều Nguyễn. Vào thời Nguyễn, Cổn Miện chỉ được sử dụng trong dịp tế Nam Giao. 

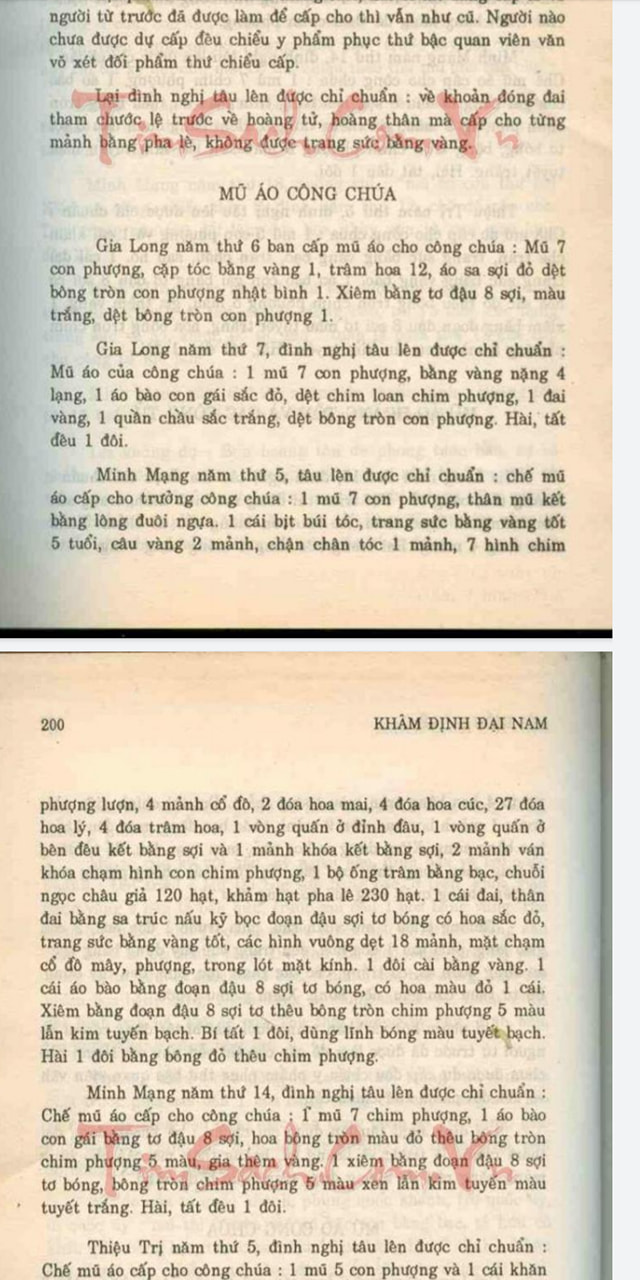
Trích "Khâm định Đại Nam hội điển sự lệ", ghi chép lại trang phục sơ triều Nguyễn cho công chúa, có chứa xiêm thường
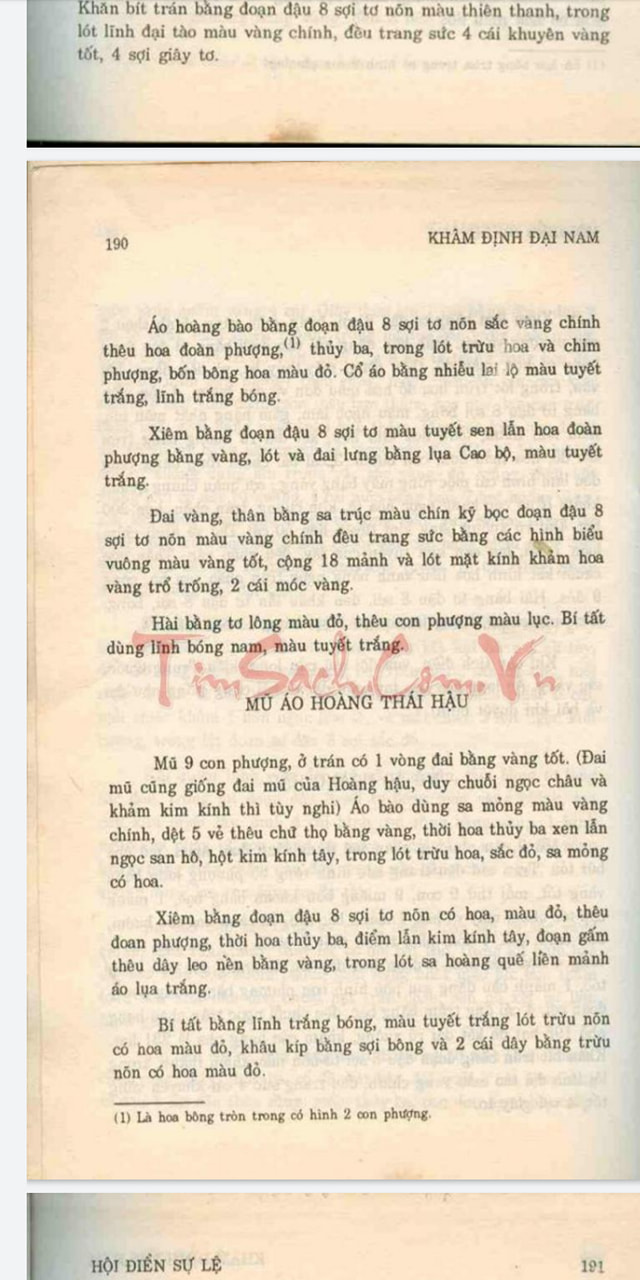
Trích "Khâm định Đại Nam hội điển sự lệ", ghi chép lại trang phục sơ triều Nguyễn cho hoàng hậu, có chứa xiêm thường
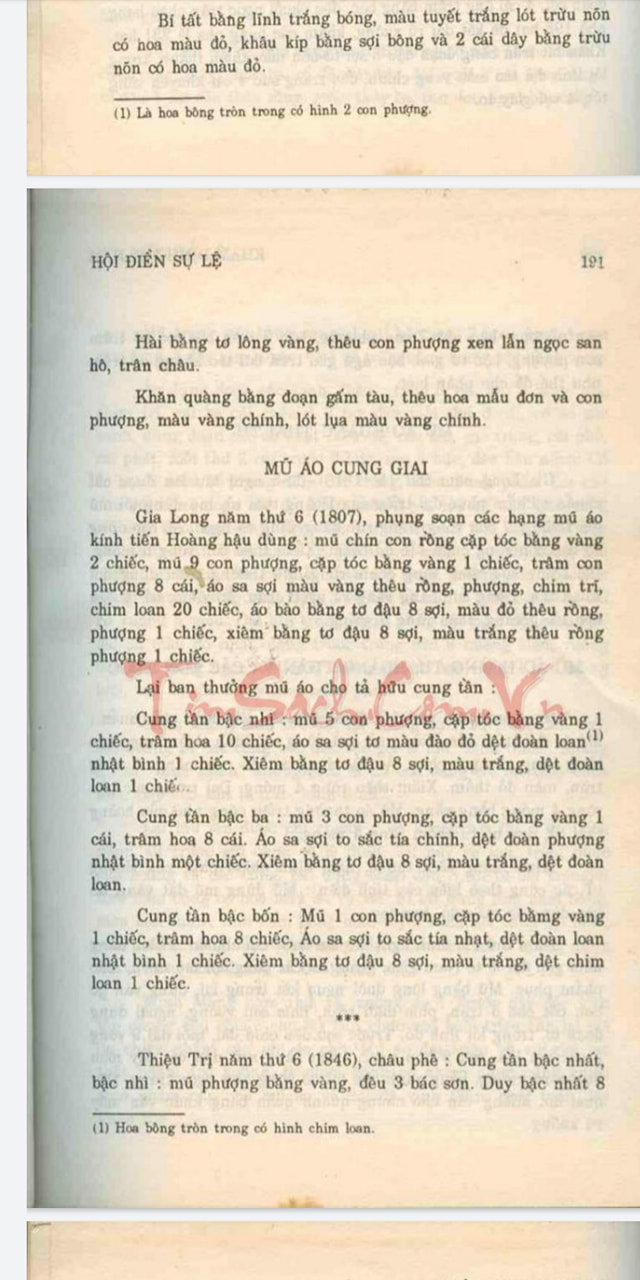
Trích "Khâm định Đại Nam hội điển sự lệ", ghi chép lại trang phục sơ triều Nguyễn cho hoàng thái hậu, có chứa xiêm thường

## Phân biệt
Chiếc thường bên ngoài ngắn hơn chiếc thường (hoặc váy) bên trong, để lộ hai lớp váy. Trong khi đó, ở Trung Quốc (cũng như Nhật Bản và Triều Tiên), chiếc thường bên ngoài dài đến sát đất, che kín chiếc thường (hoặc váy) bên trong.

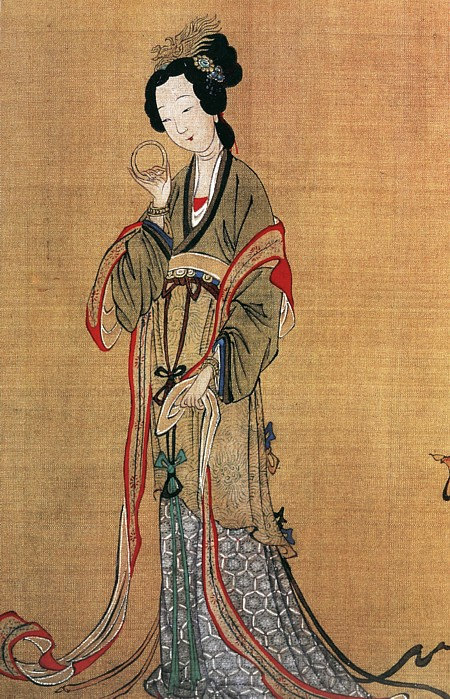
Giao lĩnh quây thường thời Minh của Trung Quốc cũng có một số trường hợp ăn mặc giống nhà Lê

Thật ra kiểu y phục có thường ngoài ngắn hơn thường trong cũng có tại Trung Quốc ở một số thời kỳ, song không phổ biến bằng tại Việt Nam triều Lê. Có vài ý kiến cho rằng những hình ảnh tranh vẽ của Nhật Bản về xứ Đại Việt có phần thiếu thực tế vì ít người mặc thường ngắn như vậy, song những bức tranh ấy vẫn là nguồn tư liệu đáng quý để những cộng đồng nghiên cứu cổ phong Việt Nam tìm hiểu.

### Một số trang phục có điểm tương đồng
- Hakama (袴) - Nhật Bản
- Mamianqun (裳 hoặc 裙) - Trung Quốc
- Chima (裳 hoặc 裙) - Hàn Quốc và Triều Tiên

## Phục dựng và tranh cãi
Đồng số phận với các trang phục truyền thống khác của Việt Nam, do thiếu tư liệu lịch sử nên bản thân món phục sức này không đem lại nhiều sự quan tâm của cộng đồng. Nhờ những nỗ lực nghiên cứu của các nhà nghiên cứu, các cộng đồng cổ phong trong nước, "thường quây" đã quay trở lại sau thời gian dài vắng bóng, thậm chí không được đề cập trong đa số từ điển tiếng Việt hiện đại. Tuy vậy, dựa trên các hiện vật khảo cổ của Pháp, các ghi chép của các sử gia trong những bộ sách sử quan trọng, có thể nói sự tồn tại của thường quây là hoàn toàn có cơ sở và là một trong những cổ phục quan trọng của người Việt thời phong kiến.
Những năm gần đây, với sự phát triển của mạng xã hội và thông tin truyền thông được đài truyền hình quốc gia chú tâm, các tổ chức, cộng đồng cổ phục Việt ngày càng lớn mạnh và đóng góp nhiều trong quá trình phục dựng Việt phục nói chung và thường (xiêm) nói riêng. Các nguồn tư liệu tham khảo đáng chú ý là:
- Khâm định Đại Nam hội điển sử lệ - Nội các triều Nguyễn soạn, Viện Sử học Việt Nam dịch. Đây là nguồn tư liệu gần nhất với thời đại của chúng ta, là bộ chính sử có độ chính xác tương đối cao ghi chép về các lễ nghi của triều Nguyễn
- Ngàn Năm Áo Mũ - Nhà nghiên cứu Trần Quang Đức soạn và xuất bản năm 2013. Đây là một trong những nguồn tư liệu uy tín nhất của giới cổ phong Việt Nam, được nhiều trang báo lớn của Việt Nam đưa tin ủng hộ
- Great Vietnam - Là đơn vị nghiên cứu, thực hành và cung cấp các giải pháp về cổ phục Việt Nam, nhận được uy tín lớn trong giới cổ phong, Việt phục nhờ các dự án, lễ hội lớn mang tính chất xây dựng cao của mình
- Vietnam Centre - Một tổ chức mang tính quốc tế, góp phần quảng bá hình ảnh văn hoá Việt Nam vươn ra thế giới cùng nhiều sản phẩm phục dựng bắt mắt, hợp lý
- Nhóm cộng đồng Đại Việt Cổ Phong - Cộng đồng cổ phong, Việt phục, văn hoá lớn của người Việt với nguồn thông tin đa dạng và nhiều ý kiến đóng góp
- Một số tác phẩm sử liệu của Trung Quốc về Việt Nam thời kì phong kiến, mang tính chân thực và chính xác khá cao

Có lẽ cũng vì các nguồn sử liệu không quá đa dạng của cổ phục nói chung và thường (xiêm) nói riêng mà còn nhiều tranh cãi xoay quanh phục sức này, tuy vậy chủ yếu liên quan đến hoạ tiết, hoạ văn, kiểu dáng của nó trong đời sống thực tế dân tộc xưa, hiếm ai phủ nhận sự tồn tại của nó.